# FK IMT
FK IMT (serb. cyr. Фудбалски клуб „ИМТ“) – serbski klub piłkarski, mający siedzibę w Nowym Belgradzie, zachodniej dzielnicy Belgradu, w środku kraju, grający od sezonu 2023/24 w rozgrywkach Super liga Srbije.

## Historia
Chronologia nazw:
- 1953: FK IMT (serb. cyr. ФК ИМТ Нови Београд)

Klub piłkarski FK IMT został założony w Nowym Belgradzie w 1953 roku, jako klub robotniczy ówczesnego jugosłowiańskiego giganta gospodarczego w produkcji traktorów i maszyn rolniczych, fabryki IMT (z serb. Индустрија машина и трактора  Przemysł maszyn i traktorów). Zespół przez długi czas rywalizował w niższych ligach jugosłowiańskich, by na koniec sezonu 1986/87 zapewnić sobie miejsce w grupie centralnej drugiej serbskiej ligi (D4), zajmując pierwsze miejsce w strefie belgradzkiej. Jednak w latem 1988 roku nastąpiła reforma systemu lig Jugosławii i poziom drugiej serbskiej ligi spadł do piątego stopnia.
Po rozpadzie Jugosławii w 1992 roku klub zakwalifikował się do rozgrywek Srpskiej ligi Sever (D3). Ale zajął 15.miejsce i spadł do Beogradskiej zony, w której też nie utrzymał się i został zdegradowany w sezonie 1994/95 do rozgrywek Prvej Beogradskiej ligi (D5). W sezonie 2002/03 powrócił na rok do Beogradskiej zony. Dopiero od 2005/06 na stale zameldował się na czwartym szczeblu rozgrywek.
Po rozpoczęciu niezależnych mistrzostw Serbii w 2006 roku zespół kontynuował występy w Beogradskiej zonie (D4). W sezonie 2013/14 zwyciężył w strefie belgradzkiej i awansował do Srpskiej ligi Beograd (D3). Na trzecim poziomie rozgrywek drużyna z sukcesem rywalizowała przez sześć sezonów z rzędu, zajmując od 2. do 8. miejsca w tabeli. Sezon 2019/20 pozostanie historyczny dla tego klubu, ponieważ po raz pierwszy zapewniono sobie miejsce w drugiej lidze rozgrywek – pierwszej ligi. Mianowicie w związku z pandemią COVID-19, która spowodowała przerwanie zawodów, klub po 17 meczach zajmował pozycję lidera w grupie i dlatego otrzymał promocję do pierwszej ligi. W sezonie 2022/23 zespół zajął pierwsze miejsce w pierwszej lidze i wywalczył historyczny awans do Super ligi.

## Barwy klubowe, strój, herb, hymn
|  |  |

Klub ma barwy czerwono-białe. Zawodnicy domowe spotkania zazwyczaj grają w czerwonych koszulkach, czerwonych spodenkach oraz czerwonych getrach.

## Sukcesy

### Trofea międzynarodowe
Nie uczestniczył w rozgrywkach europejskich (stan na 31-05-2023).

### Trofea krajowe
| \| \| Zdobyte trofea w rozgrywkach Serbii (stan na: 31-05-2023) \| |                                                           |      |          |
| Rozgrywki                                                          | Osiągnięcie                                               | Razy | Sezon(y) |
| Mistrzostwo                                                        | I miejsce                                                 | 0    |          |
| Mistrzostwo                                                        | II miejsce                                                | 0    |          |
| Mistrzostwo                                                        | III miejsce                                               | 0    |          |
| Mistrzostwo                                                        | ?.miejsce                                                 | 1    | 2023/24  |
| Puchar                                                             | zdobywca                                                  | 0    |          |
| Puchar                                                             | finalista                                                 | 0    |          |
| Puchar                                                             | ćwierćfinalista                                           | 1    | 2020/21  |
| II liga                                                            | I miejsce                                                 | 1    | 2022/23  |
| II liga                                                            | II miejsce                                                | 0    |          |
| II liga                                                            | III miejsce                                               | 0    |          |
| Serbia                                                             | Zdobyte trofea w rozgrywkach Serbii (stan na: 31-05-2023) |      |          |

- Srpska liga Beograd (D3):
  - mistrz (1x): 2019/20
  - wicemistrz (1x): 2018/19
  - 3.miejsce (1x): 2016/17

- Beogradska zona (D4):
  - mistrz (1x): 2013/14
  - 3.miejsce (1x): 2007/08, 2012/13

## Poszczególne sezony

### Rozgrywki międzynarodowe

#### Europejskie puchary
Nie uczestniczył w rozgrywkach europejskich.

### Rozgrywki krajowe
| \| Serbia \| Bilans występów klubu w rozgrywkach piłkarskich Serbii (Stan na 31 maja 2023 r.) \| \| |                                                                                  |        |       |   |   |   |    |    |     |            |        |        |      |
| Poziom                                                                                              | Rozgrywki                                                                        | Sezony | Mecze | Z | R | P | B+ | B– | Pkt | Lata       | Awanse | Spadki | Naj. |
| I                                                                                                   | Super liga Srbije                                                                | 1      |       |   |   |   |    |    |     | od 2023    | 0      | 0      | ?    |
| II                                                                                                  | Prva liga Srbije                                                                 | 3      |       |   |   |   |    |    |     | 2019–2023  | 1      | 0      | 1    |
| III                                                                                                 | Srpska liga Beograd                                                              | 6      |       |   |   |   |    |    |     | 2014–2019  | 1      | 0      | 1    |
| | Puchar Serbii                                                                    | 3      |       |   |   |   |    |    |     | od 2020/21 | 0      | 0      | 1/4  |
| Serbia                                                                                              | Bilans występów klubu w rozgrywkach piłkarskich Serbii (Stan na 31 maja 2023 r.) |        |       |   |   |   |    |    |     |            |        |        |      |

## Piłkarze, trenerzy, prezydenci i właściciele klubu

### Piłkarze

#### Aktualny skład zespołu
Stan na1 sierpnia 2023
| Nr | Poz. | Piłkarz                                   |
| -- | ---- | ----------------------------------------- |
| 1  | BR   | Bojan Vukmirović                          |
| 3  | PO   | Gabriel Obekpa                            |
| 4  | OB   | Nikola Savić                              |
| 6  | PO   | Nikola Vukić                              |
| 7  | OB   | Nikola Glišić (wyp.z FK Crvena zvezda)    |
| 8  | PO   | Stefan Stefanović                         |
| 9  | NA   | Luka Luković                              |
| 10 | NA   | Aleksandr Zujew                           |
| 11 | NA   | Miloš Luković (kapitan)                   |
| 12 | BR   | Aleksandar Knežević                       |
| 14 | NA   | Shedrack Charles (wyp.z FK Crvena zvezda) |
| 15 | OB   | Milan Delević                             |
| 16 | PO   | Irfan Zulfić                              |
| 17 | NA   | Uroš Stamenić                             |
| 18 | OB   | Petar Ćirković                            |

| Nr | Poz. | Piłkarz                               |
| -- | ---- | ------------------------------------- |
| 19 | NA   | Miloš Jović                           |
| 20 | OB   | Dimitrios Tzinovits                   |
| 22 | PO   | Leontije Vasić                        |
| 23 | PO   | Nikola Kodžić                         |
| 25 | NA   | Nikola Krstić                         |
| 26 | OB   | Jagoš Vuković                         |
| 27 | NA   | Vladimir Radočaj                      |
| 28 | NA   | Stefan Golubović                      |
| 29 | PO   | Veljko Kijevčanin                     |
| 33 | OB   | Stefan Nikolić                        |
| 35 | OB   | Zarija Lambulić                       |
| 45 | NA   | Viktor Živojinović                    |
| 51 | BR   | Miloš Gordić (wyp.z FK Crvena zvezda) |
| 77 | PO   | Strahinja Čarapić                     |

### Trenerzy
...
- ?:  Srđan Blagojević
- 2015–2017:  Dušan Đorđević
- 2017–2018:  Nebojša Jandrić
- 2018–2019:  Dušan Đorđević
- 2019:  Saša Stojadinović
- 2020:  Boris Savić
- 2020:  Zoran Rendulić
- 2020:  Goran Vuković
- 2021:  Nebojša Jandrić
- 2021:  Ivica Šimičić
- 2021–2022:  Bojan Krulj
- 2022–2023:  Zoran Vasiljević
- od 13.04.2023:  Nebojša Jandrić

## Struktura klubu

### Stadion
Klub piłkarski rozgrywa swoje mecze domowe na stadionie Shopping Center w Belgradzie, który może pomieścić 5.175 widzów.

## Kibice i rywalizacja z innymi klubami

### Derby
- FK Bežanija
- FK Brodarac
- FK BUSK
- FK Kozara Novi Beograd
- FK Radnički Belgrad